# Barbilophozia barbata
Barbilophozia barbata ist eine Lebermoos-Art aus der Familie Lophoziaceae und gehört zur Gruppe der beblätterten Lebermoose. Diese Art wurde auch unter dem Synonym Lophozia barbata  (Schreb.) Dumort. beschrieben. Deutschsprachige Namen sind Gewöhnliches Bart-Spitzmoos oder Bärtiges Bartspitzkelch-Lebermoos.

## Merkmale
Barbilophozia barbata bildet braungrüne bis olivgrüne, oft ausgedehnte Decken oder Rasen oder wächst als Einzelpflanzen zwischen anderen Moosen. Die aufsteigenden und oben oft verzweigten Pflanzen werden 5 bis 8 Zentimeter lang und sind 3 bis 5 Millimeter breit. Ihre Unterseite ist dicht mit Rhizoiden besetzt.
Die beidseitig des Stämmchens ausgebreiteten, dichtstehenden und unterschlächtig angeordneten Flankenblätter sind ungefähr gleich breit wie lang und bis auf etwa ein Viertel der Blattlänge in meist 4 dreieckige, stumpf zugespitzte Lappen geteilt, wobei die beiden äußeren Lappen etwas schmäler als die mittleren sind. Unterblätter fehlen oder sind nur klein und nur am Stämmchenende vorhanden.
Blattzellen sind 20 bis 25 µm groß und haben schwach verdickte Zellecken. Pro Zelle sind etwa 5 bis 6 Ölkörper vorhanden.
Die Moosart ist diözisch. Das große Perianth ist keulenförmig, im oberen Drittel tief faltig und an der Mündung zusammengezogen. Brutkörper sind sehr selten.

## Ökologie
Barbilophozia barbata wächst an mäßig schattigen, trockeneren bis mäßig frischen, meist kalkarmen Standorten. Bevorzugt werden Felsstandorte, jedoch auch Baumwurzeln, Erde und Humus sowie Mauern besiedelt. In mittleren Gebirgslagen ist es ziemlich verbreitet, in der Ebene recht selten. In höheren Gebirgslagen wird diese Art durch Barbilophozia lycopodioides ersetzt.

## Verbreitung
Das Moos ist zirkumboreal verbreitet und kommt in Europa, auf Island, in Sibirien, Japan, Nordamerika und in Grönland vor. Die europäischen Vorkommen erstrecken sich von Nordeuropa bis in den Norden Spaniens, Italiens und bis Bulgarien.